# Réal Lemieux
Réal Gaston Lemieux (Victoriaville, 3 gennaio 1945 – Montréal, 24 ottobre 1975) è stato un hockeista su ghiaccio canadese.

## Carriera
Lemieux giocò a livello giovanile per due stagioni nella Ontario Hockey Association con la maglia degli Hamilton Red Wings, squadra giovanile dei Detroit Red Wings. A partire dalla stagione 1964-65 debuttò fra i professionisti nella Central Hockey League presso un farm team anch'esso legato alla franchigia di Detroit.
Nel 1967 fu selezionato nell'Expansion Draft dai Los Angeles Kings, squadra con cui rimase fino al 1969 conquistandosi per la prima volta un posto da titolare in National Hockey League. Dopo aver disputato la stagione 1968-70 con la maglia dei New York Rangers Lemieux fece ritorno per una seconda volta a Los Angeles rimanendovi fino al dicembre del 1973.
Concluse la propria carriera al termine della stagione 1973-74 dopo aver vestito per poche settimane le maglie dei Rangers e dei Buffalo Sabres. Prima dell'ufficialità del ritiro venne selezionato nell'Expansion Draft del 1974 dai Kansas City Scouts. Lemieux morì un anno più tardi a soli 30 anni di età a causa di un coagulo che raggiunse il cervello.